# El Salvador nos Jogos Paralímpicos
El Salvador participou pela primeira vez dos Jogos Paralímpicos em 2000, e enviou atletas para competirem em todos os Jogos Paralímpicos de Verão desde então. Por outro lado, o país nunca participou de uma edição dos Jogos Paralímpicos de Inverno.